# Motive (rapper)
Motive, pseudonimo di Tolga Can Serbes (Istanbul, 24 marzo 2000), è un rapper turco.

## Biografia
Motive si è fatto conoscere dopo aver pubblicato gli album in studio Makaveli (2020) e 22 (2022), entrambi promossi dal 2M Tour. Nel dicembre 2022 ha conseguito la sua prima numero uno nella Turkey Songs, piazzando 10MG in cima alla classifica. Anche Chorba, un duetto con Jefe, ha fatto l'ingresso nella hit parade.
L'anno seguente ha intrapreso una tournée a supporto del terzo LP Romantik; pubblicato nel mese di giugno, il disco contiene sia 10MG che Randevu, quest'ultimo divenuto il suo secondo ingresso nella top 15 turca.
Nell'aprile 2024 è stato reso disponibile per il consumo il quarto album, intitolato Taycan V1 e promosso dall'Eclipse Tour. Motive ha ricevuto la nomination per due premi Altın Kelebek, tra cui quello alla canzone dell'anno per PVG.

## Discografia

### Album in studio
- 2020 – Makaveli
- 2022 – 22
- 2023 – Romantik
- 2024 – Taycan V1
- 2024 – Taycan

### EP
- 2019 – Output Nr.1

### Singoli
- 2018 – Çekmece Flow (feat. Tepki, Stap, Modd & Rüzgar)
- 2019 – Mis gibi (con Uzi)
- 2020 – Yüce aşk
- 2020 – 7. gün (con Tepki e Rota)
- 2021 – Mektup (con Uzi e Aksan)
- 2021 – Takip
- 2021 – Ömrüm (con Murda)
- 2021 – O la la (con GoKo! e Critical)
- 2021 – Ziyafet (Seri katiller 5) (con Asil Slang)
- 2022 – Hotbox (con Bekom)
- 2022 – Zoo Park (con Murda)
- 2022 – Sherlock Holmes (Tirat)
- 2022 – Totem (con GoKo!)
- 2022 – Chorba (con Jefe)
- 2022 – 10MG
- 2023 – Randevu
- 2023 – Gang (con Cairo e Narco)
- 2023 – Gospel (con Ohash)
- 2023 – Yan yana (con Uğur Öztürk e Jefe)
- 2023 – Eclipse (con Pango)
- 2023 – A la carte (con Kleo e Segah)
- 2024 – PVG
- 2024 – Say Goodbye 2.0 (con Ufo361 e Yung Kafa & Kücük Efendi)
- 2024 – Bir
- 2025 – Pingui (con Jefe e Ohash feat. Bao, Bar B & Bekom)
- 2025 – Surf (con Murda)
- 2025 – Karanlik (con Yung Kafa & Kücük Efendi e Jumpa)
- 2025 – Bellydance

## Tournée
- 2021/22 – 2M Tour
- 2024 – Eclipse Tour